# Monochaetum myrtoideum
Monochaetum myrtoideum är en tvåhjärtbladig växtart som först beskrevs av Aimé Bonpland, och fick sitt nu gällande namn av Charles Victor Naudin. Monochaetum myrtoideum ingår i släktet Monochaetum och familjen Melastomataceae. Inga underarter finns listade i Catalogue of Life.